# Emma Jung
Emma Marie Jung (nata  Rauschenbach; Sciaffusa, 30 marzo 1882 – Zurigo, 27 novembre 1955) è stata una psicologa svizzera.
Moglie di Carl Gustav Jung, lo supportò economicamente e contribuì a renderlo un eminente psichiatra e fondatore della psicologia analitica. Fu la sua "editrice intellettuale" per tutta la vita.

## Biografia
Emma Rauschenbach era la figlia dell'industriale Johannes Rauschenbach, l'allora proprietario della International Watch Company. Incontrò per la prima volta Carl Gustav Jung nel 1896 quando era ancora una studentessa. La coppia si sposò il 14 febbraio 1903 ed ebbe cinque figli: Agathe Niehus (nata il 28 dicembre 1904), Gret Baumann (nata l'8 febbraio 1906), Franz Jung-Merker (nato il 28 novembre 1908), Marianne Niehus (nata il 20 settembre 1910), Helene Hoerni (nata il 18 marzo 1914). 
Alla morte di suo padre avvenuta nel 1905, Emma e sua sorella, insieme ai loro mariti, divennero proprietari della International Watch Company, azienda produttrice di orologi di lusso. Il cognato di Emma divenne il principale proprietario, ma gli Jung rimasero azionisti di un'attività fiorente che assicurò la sicurezza finanziaria della famiglia per decenni.
Emma Jung non solo si interessò molto al lavoro di suo marito, ma lo aiutò, diventando lei stessa una nota analista. Ebbe una particolare attenzione per la leggenda del Graal, anche se la sua indipendenza dal marito in questo campo fu contestata. Al riguardo pubblicò due saggi, curati postumi da Marie-Louise von Franz.
Intrattenne una breve corrispondenza con Sigmund Freud tra il 1910 e il 1911. Fu tra i fondatori del Club della psicologia analitica di Zurigo, nonché presidente dal 1916 al 1920. Gestì anche il curatorium dell'Istituto Carl Gustav Jung.
Morì di cancro nel 1955, quasi sei anni prima di Jung.

## Opere
- Emma Jung, Animus and Anima, Spring Publications, 1985, ISBN 978-0-88214-301-9.
- Emma Jung e Marie-Luise von Franz, The Grail Legend, Princeton University Press, 1998, ISBN 0-691-00237-1.   Emma Jung e Marie-Luise von Franz, The Grail Legend, Princeton University Press, 1998, ISBN 0-691-00237-1.   Emma Jung e Marie-Luise von Franz, The Grail Legend, Princeton University Press, 1998, ISBN 0-691-00237-1.